# Trần Thị Thu Đông
Trần Thị Thu Đông (sinh ngày 24 tháng 10 năm 1969) là chính trị gia người Việt Nam. Bà hiện là Phó Chủ tịch Liên hiệp các Hội Văn học - Nghệ thuật Việt Nam, Chủ tịch Hội Nghệ sĩ Nhiếp ảnh Việt Nam , Đại biểu Quốc hội Việt Nam khóa XV, nhiệm kì 2021-2026 thuộc đoàn Đại biểu Quốc hội tỉnh Bạc Liêu.

## Sự nghiệp
- 1/1990 - 4/2002: Bí thư Chi đoàn Báo ảnh Đất Mũi, tỉnh Minh Hải; Bí thư Chi đoàn Báo Bạc Liêu, tỉnh Bạc Liêu
- 4/2002 - 6/2004: Ủy viên Thường trực, Phó Bí thư Chi bộ Hội Văn học-Nghệ thuật tỉnh Bạc Liêu
- 6/2004 - 6/2015: Phó Chủ tịch, Bí thư Chi bộ Hội Văn học-Nghệ thuật tỉnh Bạc Liêu
- 6/2015 - 8/2016: Ủy viên Đoàn Chủ tịch Liên hiệp các Hội Văn học-Nghệ thuật Việt Nam. Chủ tịch, Bí thư Chi bộ Liên hiệp các Hội Văn học-Nghệ thuật tỉnh Bạc Liêu
- 9/2016 - 1/2018: Phó Cục Trưởng Cục Mỹ thuật, Nhiếp ảnh và Triển lãm, Bộ Văn hóa, Thể thao và Du lịch
- 2/2018 - 12/2019: Phó Cục Trưởng Cục Mỹ thuật, Nhiếp ảnh và Triển lãm, Bộ Văn hóa, Thể thao và Du lịch kiêm Tổng Biên tập Tạp chí Mỹ thuật và Nhiếp ảnh
- 1/2020 - 10/2020: Phó Cục Trưởng Cục Mỹ thuật, Nhiếp ảnh và Triển lãm, Bộ Văn hóa, Thể thao và Du lịch
- 10/2020 - 1/2021: Phó Cục Trưởng Cục Mỹ thuật, Nhiếp ảnh và Triển lãm, Bộ Văn hóa, Thể thao và Du lịch; Chủ tịch Hội Nghệ sĩ Nhiếp ảnh Việt Nam
- 2/2021: Ủy viên Đoàn Chủ tịch Liên hiệp các Hội Văn học-Nghệ thuật Việt Nam; Chủ tịch Hội Nghệ sĩ Nhiếp ảnh Việt Nam
- 7/2021: Ủy viên Ủy ban Văn hóa, Giáo dục của Quốc hội; Đại biểu Quốc hội khóa XV.